# Índex de retenció de Kováts

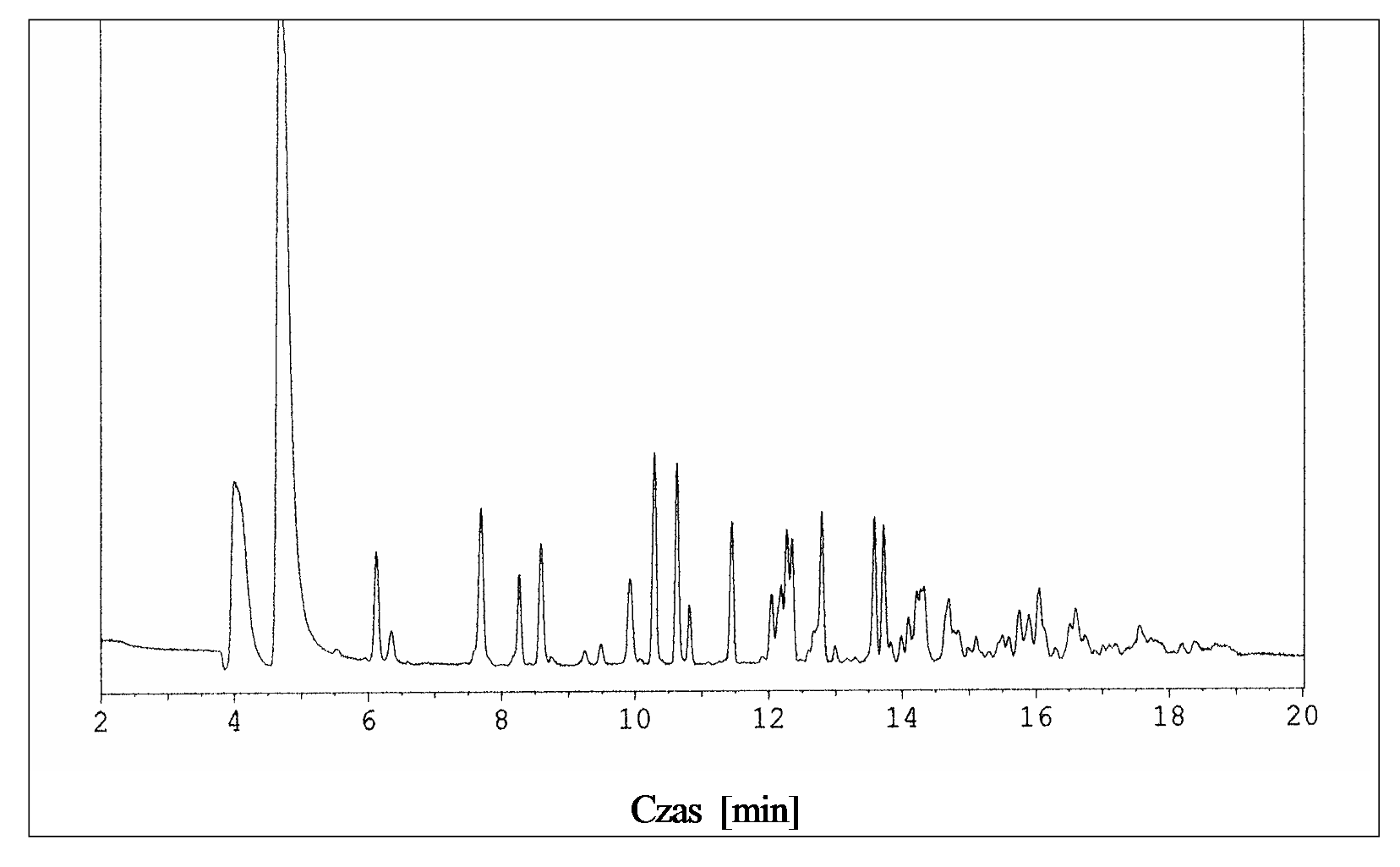
Cromatograma de gasos

L'índex de retenció de Kováts és un valor que indica on apareixen, en un cromatograma de gasos, les substàncies en relació amb una sèrie de n-alcans injectats juntament amb la mostra.
Aquest índex fou establert pel químic hongarès Ervin Kováts (1927–2012) el 1958 quan estudiava els olis essencials.
La seqüència d'elució en una cromatografia de gasos dels alcans lineals o n-alcans (metà, età, propà, butà, pentà…) a la majoria de les fases estacionàries mostra una regularitat senzilla. Sota condicions isotermes, els seus temps de retenció (temps dins de la columna cromatogràfica) segueix una progressió logarítmica. Kováts proposà un índex assignant a cadascun dels n-alcans un valor d'índex de retenció de 100 vegades el seu nombre de carbonis; d'aquesta manera l'octà {\displaystyle {\ce {C8H18}}} té un índex de retenció de 800 i el nonà {\displaystyle {\ce {C9H20}}} un de 900. Per definició, aquests nombres són els mateixos en qualsevol fase de cromatografia de gasos. L'índex de retenció de qualsevol altre compost {\displaystyle i} es calcula substituint els valors dels temps de retenció tant del compost {\displaystyle t_{i}} com del parell dels n-alcans {\displaystyle t_{n}} i {\displaystyle t_{n+1}} entre els quals elueix a l'equació:
| Compost      | I   |
| ------------ | --- |
| Hexà         | 600 |
| Butan-1-ol   | 656 |
| Benzè        | 684 |
| Pentan-2-ona | 688 |
| Heptà        | 700 |
| 1,4-dioxà    | 718 |
| 1-nitropropà | 745 |
| Piridina     | 761 |
| Octà         | 800 |
| Oct-2-í      | 876 |

{\displaystyle I_{i}=100\left[n+{\frac {log(t_{i}-t_{0})-log(t_{n}-t_{0})}{log(t_{n+1}-t_{0})-log(t_{n}-t_{0})}}\right]}
on:
- {\displaystyle I_{i}}, és l'índex de retenció de Kováts del pic i
- {\displaystyle n}, és el nombre de carbonis del pic del n-alcà que surt abans del pic i
- {\displaystyle t_{i}}, és el temps de retenció del compost i en minuts
- {\displaystyle t_{0}}, és el pic de l'aire a la velocitat mitjana {\displaystyle u=L/t_{0}}, en minuts, essent {\displaystyle L} la longitud de la columna.

Aquest índex és independent de moltes variables experimentals i, com a tal, es considera un descriptor gairebé universal del temps de retenció en una columna de cromatografia. Els índexs de retenció de Kováts d'un gran nombre de molècules s'han determinat experimentalment i es poden consultar en diferents bases de dades. També s'han dissenyat mètodes per predir els valors de molècules de les quals no hi ha dades experimentals.